# Bourbon-Conti

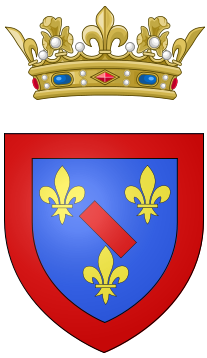

Bourbon-Conti war seit dem 16. Jahrhundert der Name jüngerer Nebenzweige des Hauses Bourbon-Condé, benannt nach der kleinen Stadt Conti-sur-Selles (heute Conty) bei Amiens.

## Die ältere Linie des Hauses Conti

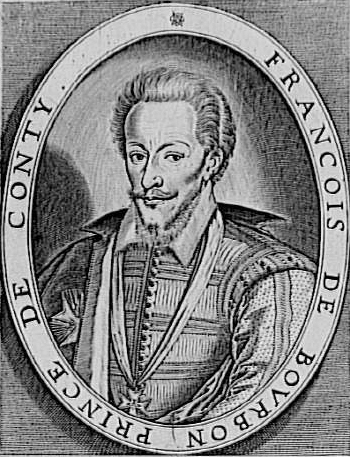
François de Bourbon, prince de Conti (1558–1614)

Isabelle de Conti († vor 1438), die Erbtochter des ursprünglichen Hauses Conti, hinterließ die Herrschaft Conti testamentarisch ihrem Ehemann, Colart de Mailly. In dieser Familie blieb sie, bis Madeleine de Mailly († 1567), die Tochter Ferrys II. de Mailly († um 1513) und der Louise de Montmorency (* 1490; † 12. Juni 1547), sie zusammen mit den Gütern Sailly, Talmas, Florence und Tontignies in die Ehe mit Charles de Roye, comte de Roucy, (* 14. Januar 1510; † 19. Januar 1551) brachte. Ihre Tochter Éléonore heiratete Louis I. de Bourbon, Fürst von Condé, und die Herrschaft kam so als Apanage an ihren zweiten gemeinsamen Sohn François. Dieser wurde calvinistisch erzogen, trat aber in der Bartholomäusnacht 1572 zum katholischen Glauben über. Ab 1589 unterstützte er seinen ebenfalls protestantischen Cousin Heinrich von Navarra, der später König Heinrich IV. wurde. In den Hugenottenkriegen wurde das Schloss Conty am 23. Oktober 1589 von Anhängern der Heiligen Liga aus Amiens eingenommen, welche die Einwohner zwangen, den Bau in acht Tagen harter Arbeit abzureißen. Nach dem Tod des Kardinals Charles de Bourbon im Jahr 1590 galt François de Bourbon-Conti selbst als Thronanwärter. Seine Frau Louise-Marguerite, geborene de Lorraine-Guise, Princesse de Chateau-Regnault, erlangte nach seinem Tod Bekanntheit als Schriftstellerin.
Da François ohne legitime Erben starb, fiel Conti an das Haus Condé zurück. Zweiter Fürst von Conti wurde François’ Neffe Henri II., der zugleich auch dritter Fürst von Condé war.

## Die jüngere Linie des Hauses Conti
Stifter der jüngsten Linie des Hauses Conti war ein jüngerer Bruder des Großen Condé, Armand de Bourbon, prince de Conti. Er war in der Fronde Gegner der Hofpartei, söhnte sich aber später mit dem König wieder aus und starb als Gouverneur des Languedoc.
Sein Sohn François Louis, Fürst von La-Roche-sur-Yon und Conti, wurde 1697 zum König von Polen gewählt, konnte sich aber gegen August den Starken von Sachsen nicht halten.
Sein Enkel Louis François I. de Bourbon, prince de Conti nahm am Österreichischen Erbfolgekrieg teil, kommandierte 1744 im Piemont, 1745 in Deutschland und 1746 in Flandern. Er baute eine der umfangreichsten Kunst- und Kuriositätensammlung seiner Zeit auf und war ebenso wie sein Großvater Kandidat für den polnischen Königsthron.
Eine natürliche Tochter des Letzteren, Amélie Gabrielle Stephanie Louise de Bourbon-Conti (* 30. Juni 1756; † 1825) verfasste die Mémoires historiques (1797; deutsch 1809). Diese nahm Goethe als Stoff zur Natürlichen Tochter. Mit ihrem Bruder, Louis François Joseph erlosch das Haus.

## Fürsten von Conti
- François (* 1558; † 1614), wohl 1588 1. prince de Conti
- Henri II. de Bourbon, prince de Condé (* 1588; † 1646), nominell auch 2. prince de Conti
- Armand (* 1629; † 1666), wohl 1629 3. prince de Conti, Sohn von Henri II.
- Louis Armand I. (* 1661; † 1685), 1666 4. prince de Conti, Sohn von Armand
- François Louis (* 1664; † 1709), genannt le Grand Conti, 1685 5. prince de Conti, 1697 gewählter König von Polen, Bruder von Louis Armand I.
- Louis Armand II. (* 1695; † 1727), 1709 6. prince de Conti, 1. Herzog von Mercœur, Sohn François Louis’
- Louis François (* 1717; † 1776), 1727 7. prince de Conti, 3. Herzog von Mercœur, Sohn Louis Armands II.
- Louis François Joseph (* 1734; † 1814), 1776 8. prince de Conti, 4. Herzog von Mercœur, Sohn Louis François’

## Weitere Mitglieder
- Louise Henriette de Bourbon-Conti (1726–1759), französische Prinzessin und durch Heirat Herzogin von Chartres und d’Orléans